# J300 Bradenton
Das J1 Bradenton (offiziell Eddie Herr International Junior Championship) ist ein World-Junior-Tennisturnier, das seit 2005 jährlich Ende November auf Sandplatz in Bradenton im US-Bundesstaat Florida von der International Tennis Federation ausgetragen wird. Es gehört der zweithöchsten Turnierkategorie G1 an und ist eines der prestigeträchtigsten Nachwuchsturniere der Vereinigten Staaten.

## Geschichte
Benannt ist der Wettbewerb nach Eddie Herr, dem Gründer des Orange Bowl, einem der bedeutendsten Juniorentennisturniere, das jedes Jahr im Dezember ebenfalls in Florida veranstaltet wird. 1987 in Lauderhill erstmals ausgetragen, findet das Turnier seit 1997 auf der Anlage der Tennisakademie von Nick Bollettieri statt. 1998 wechselte der Spielbelag zunächst von Sandplatz zu Hartplatz, seit 2011 wird der Wettbewerb jedoch wieder auf Sand abgehalten.

## Siegerliste
Zahlreiche frühere Sieger des Turniers stießen im Anschluss in die internationale Weltspitze vor. Die Liste der Champions seit 1993 zählt einige Grand-Slam-Gewinner wie Andy Roddick und Marin Čilić bei den Herren, sowie Ana Ivanović, Jeļena Ostapenko, Caroline Wozniacki und Sofia Kenin bei den Damen. Auch der frühere Weltranglistenerste Marcelo Ríos sowie die ehemalige Nummer eins der Damen-Weltrangliste Jelena Janković zählen zu den Titelträgern.

### Einzel
| Jahr                                                                       | Herren                 | Damen                  |
| -------------------------------------------------------------------------- | ---------------------- | ---------------------- |
| ↓ Eddie Herr International Junior Tournament (Sandplatz) – Kategorie: G1 ↓ |                        |                        |
| 1993                                                                       | Marcelo Ríos           | Tatjana Panowa         |
| 1994                                                                       | Federico Browne        | Anna Kurnikowa         |
| 1995                                                                       | Michal Tabara          | Jewgenija Kulikowskaja |
| 1996                                                                       | Ivan Ljubičić          | Andrea Šebová          |
| 1997                                                                       | Xavier Malisse         | Zsófia Gubacsi         |
| ↓ Eddie Herr International Junior Tennis Championships (Hartplatz) ↓       |                        |                        |
| 1998                                                                       | David Nalbandian       | Virginie Razzano       |
| 1999                                                                       | Andy Roddick           | Anikó Kapros           |
| 2000                                                                       | Luciano Vitullo        | Anikó Kapros           |
| 2001                                                                       | Bruno Echagaray        | Jelena Janković        |
| 2002                                                                       | Florin Mergea          | Ana Ivanović           |
| 2003                                                                       | Scoville Jenkins       | Kateryna Bondarenko    |
| 2004                                                                       | Jérémy Chardy          | Monica Niculescu       |
| 2005                                                                       | Marin Čilić            | Dominika Cibulková     |
| 2006                                                                       | Nicolas Santos         | Urszula Radwańska      |
| 2007                                                                       | Gastão Elias           | Melanie Oudin          |
| 2008                                                                       | Alexander Domijan      | Lauren Embree          |
| 2009                                                                       | Denis Kudla            | Darja Gawrilowa        |
| 2010                                                                       | Dominic Thiem          | Lauren Davis           |
| ↓ Eddie Herr International Junior Tennis Championships (Sandplatz) ↓       |                        |                        |
| 2011                                                                       | Dominic Thiem          | Julija Putinzewa       |
| 2012                                                                       | Cristian Garín         | Ana Konjuh             |
| 2013                                                                       | Kamil Majchrzak        | Jeļena Ostapenko       |
| 2014                                                                       | Reilly Opelka          | Dalma Gálfi            |
| 2015                                                                       | Félix Auger-Aliassime  | Kylie McKenzie         |
| 2016                                                                       | Miomir Kecmanović      | María Lourdes Carlé    |
| 2017                                                                       | Adrian Andreew         | Whitney Osuigwe        |
| 2018                                                                       | Nicolás Mejía          | Zheng Qinwen           |
| 2019                                                                       | Thiago Agustín Tirante | Eva Lys                |

### Doppel
| Jahr                                                                       | Herren                                            | Damen                                    |
| -------------------------------------------------------------------------- | ------------------------------------------------- | ---------------------------------------- |
| ↓ Eddie Herr International Junior Tournament (Sandplatz) – Kategorie: G1 ↓ |                                                   |                                          |
| 1993                                                                       | Justin Gimelstob John Roddick                     | Karolina Bułat Katarzyna Malec           |
| 1994                                                                       | Agustín Calleri Ricardo Rosas                     | Corina Morariu Stephanie Nickitas        |
| 1995                                                                       | Tommy Haas Gregg Hill                             | Michaela Paštiková Jitka Schönfeldová    |
| 1996                                                                       | Michel Kratochvil Michal Tabara                   | Zsófia Gubacsi Antonella Serra Zanetti   |
| 1997                                                                       | Simon Dickson David Sherwood                      | Tina Pisnik Katarina Srebotnik           |
| ↓ Eddie Herr International Junior Tennis Championships (Hartplatz) ↓       |                                                   |                                          |
| 1998                                                                       | Guillermo Coria David Nalbandian                  | Zsófia Gubacsi Nadja Petrowa             |
| 1999                                                                       | Philip Gubenco Andy Roddick                       | Aina Rafolomanantsiatosik Rezene Reyes   |
| 2000                                                                       | Bruno Echagaray Santiago González                 | Anna Bastrikowa Wera Igorewna Swonarjowa |
| 2001                                                                       | Bruno Echagaray Santiago González                 | Neyssa Etienne Melissa Torres-Sandoval   |
| 2002                                                                       | Florin Mergea Horia Tecău                         | Jarmila Gajdošová Andrea Hlaváčková      |
| 2003                                                                       | Rafael Arévalo Jaime Cuéllar                      | Tarryn Terblanche Nicole Vaidišová       |
| 2004                                                                       | Jesse Levine Michael Shabaz                       | Mihaela Buzărnescu Sorana Cîrstea        |
| 2005                                                                       | Dušan Lojda Ryan Sweeting                         | Ayumi Morita Caroline Wozniacki          |
| 2006                                                                       | Bassam Beidas Mateusz Kecki                       | Anastassija Piwowarowa Kateřina Vaňková  |
| 2007                                                                       | Grigor Dimitrow Uladsimir Ihnazik                 | Kristy Frilling Asia Muhammad            |
| 2008                                                                       | Devin Britton Jarmere Jenkins                     | Hanna Orlik Laura Robson                 |
| 2009                                                                       | Harry Fowler Mark Verryth                         | Hanna Orlik Walerija Solowjowa           |
| 2010                                                                       | Joris De Loore Jannick Lupescu                    | An-Sophie Mestach Demi Schuurs           |
| ↓ Eddie Herr International Junior Tennis Championships (Sandplatz) ↓       |                                                   |                                          |
| 2011                                                                       | Julien Cagnina Jeroen Vanneste                    | Jennifer Brady Kendal Woodard            |
| 2012                                                                       | Cristian Garín Nicolás Jarry                      | Barbara Haas Kateřina Siniaková          |
| 2013                                                                       | Filippo Baldi Lucas Miedler                       | Naiktha Bains Anna Bondar                |
| 2014                                                                       | Chung Yun-seong Hong Seong-chan                   | Jessica Ho Sofia Kenin                   |
| 2015                                                                       | Miomir Kecmanović Casper Ruud                     | Sofia Kenin Ingrid Neel                  |
| 2016                                                                       | Miomir Kecmanović Benjamin Sigouin                | Lea Bošković Kaja Juvan                  |
| 2017                                                                       | Adrian Andreew Keenan Mayo                        | Caty McNally Whitney Osuigwe             |
| 2018                                                                       | Roko Horvat Admir Kalender                        | Ania Hertel Elizabeth Mandlik            |
| 2019                                                                       | Alexander Hoogmartens Jeffrey von der Schulenburg | Savannah Broadus Kylie Collins           |